# Espanca írás

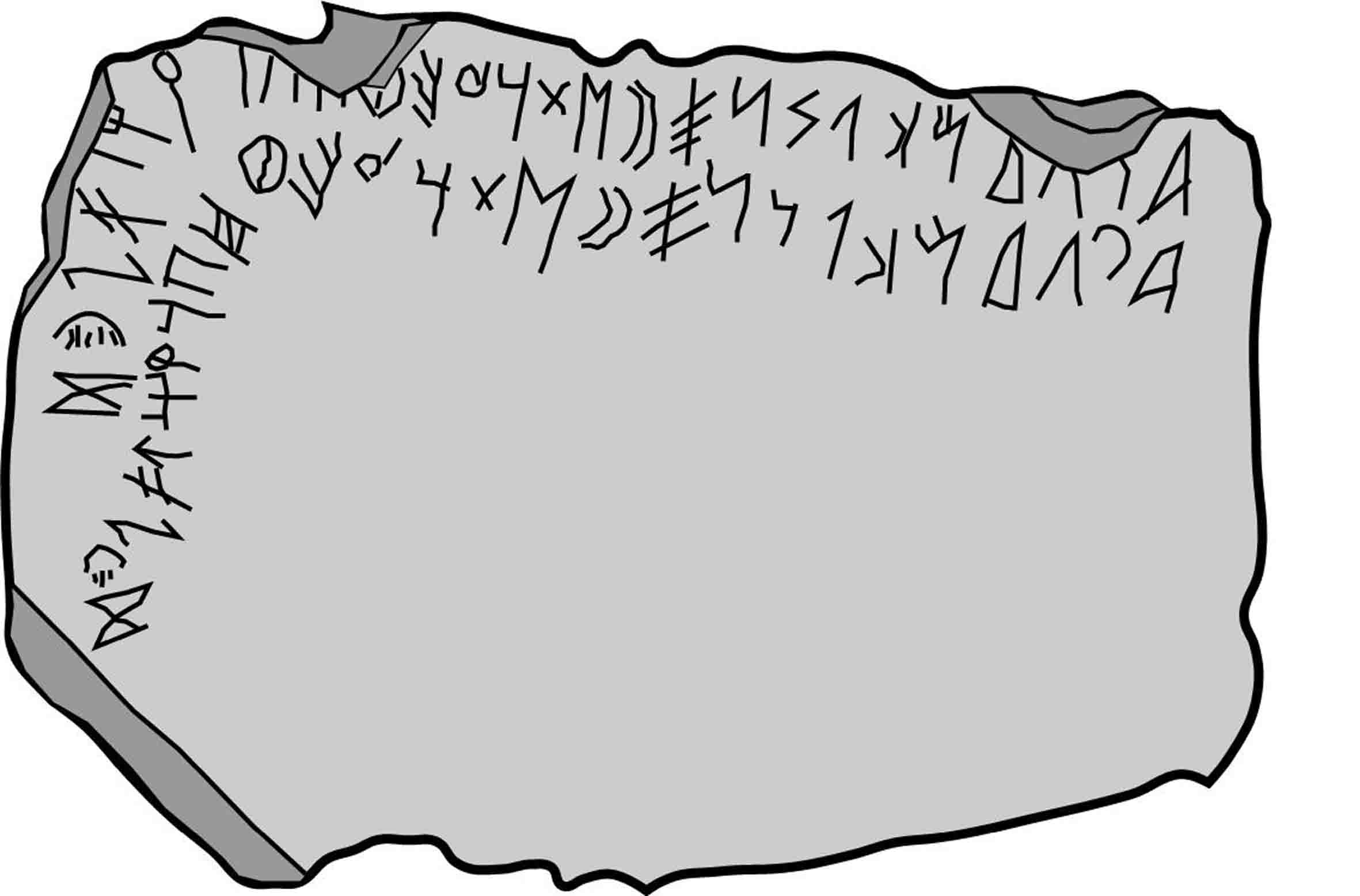
Espanca írással készült lelet (Castro Verde)

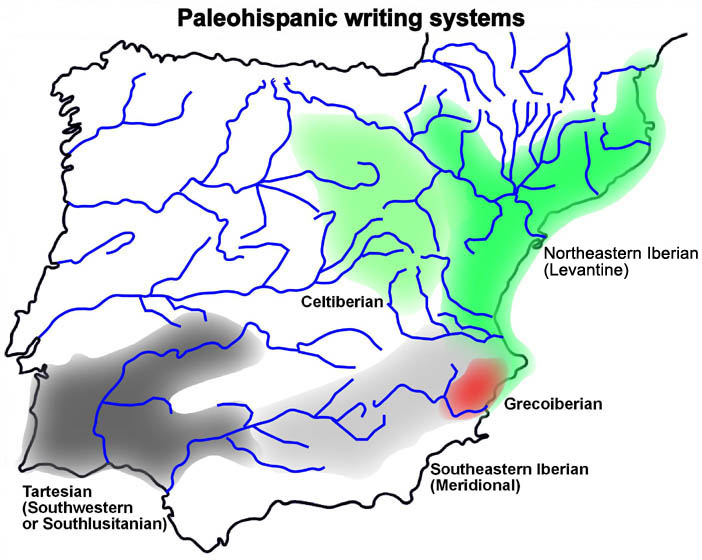
Paleohispán írásrendszerek

Az Espanca-írás (Castro Verde, Baixo Alentejo, Portugália) az első ismert jelkészlet (betűsorozat) a paleohispan írások közül. Egy 48×28×2 cm-es palatáblára van felírva. Ez az ábécé 27 betűből áll, két sorban írva. A külső sor 27 betűje jobb kézzel van írva, mint a belső sor betűi, amiből arra következtetnek, hogy a palatábla egy tanítási gyakorlat volt, amelyben egy mester írta az ábécét, és egy tanítvány másolta le.
A jelrendszer nem egyezik pontosan az ismert paleohispán írások egyikével sem, de egyértelműen rokonságban áll a délnyugati tatesszai írással és a délkeleti ibériai írással. Az első 13 betű mind alakjában, mind sorrendben megegyezik a 22 betűs föníciai ábécé betűivel: 𐤀 𐤁 𐤂 𐤃 𐤉 𐤊 𐤋 𐤌 𐤍 𐤎 𐤏 𐤔 𐤕 (A B C D I K L M N Ξ O S T). A fennmaradó jelek közé tartoznak a többi föníciai betűk, kissé más sorrendben: 𐤅 𐤄 𐤈 𐤇 𐤐 𐤑 𐤒 𐤓 𐤆 (U E Θ H P Ϻ Q R Z), kiegészítve öt olyan betűvel, amelyek látszólag eredetileg is a paleohispán írásrendszerekből szármanak.
Az Espanca-jelírás már nem az egyetlen ismert paleohispán írásrendszer; az utóbbi években négy további északkelet-ibériai jelírást tettek közzé: a Castellet de Bernabé-írást, a Tos Pelat-írást, a Ger-jelsort és a Bolvir-jeleket. Mindegyiknek sajátos jelrendszere van, egyik sem egyezik az Espanca írás betűivel.
A közelmúltban egy Villasviejas del Tamuja (Botija, Caceres) lelőhelyről származó osztrakon egyik oldalára készült feliratot déli paleohispán abecedáriumként azonosítottak, mivel szerepel rajta az Espanca írás hét betűje.
| Sz. | 27 | 26 | 25 | 24 | 23 | 22 | 21 | 20 | 19 | 18 | 17 | 16 | 15 | 14 | 13 | 12 | 11 | 10 | 9 | 8 | 7 | 6 | 5 | 4 | 3 | 2 | 1 |
| --- | -- | -- | -- | -- | -- | -- | -- | -- | -- | -- | -- | -- | -- | -- | -- | -- | -- | -- | - | - | - | - | - | - | - | - | - |
| Jel |    |    |    |    |    |    |    |    |    |    |    |    |    |    |    |    |    |    |   |   |   |   |   |   |   |   |   |

## Fordítás
Ez a szócikk részben vagy egészben  az   Espanca script című angol Wikipédia-szócikk ezen változatának fordításán alapul.  Az eredeti cikk szerkesztőit annak laptörténete sorolja fel. Ez a jelzés csupán a megfogalmazás eredetét és a szerzői jogokat jelzi, nem szolgál a cikkben szereplő információk forrásmegjelöléseként.